# Rio Grădinile
O Rio Grădinile é um rio da Romênia, afluente do Suhatul, localizado no distrito de Olt.